# Luke Doerner
Luke Doerner (Melbourne, 23 augustus 1979) is een Australische hockeyer.
Doerner debuteerde in 2004 voor de Australische hockeyploeg en heeft met die ploeg vijfmaal de Champions Trophy gewonnen. Op de Olympische Spelen in 2008 in Peking behaalde hij met deze ploeg de bronzen medaille. Met de Australische hockeyploeg bereidde Doerner zich voor op de Spelen in 2012 in Londen, maar hij wist uiteindelijk niet door te dringen tot de eindselectie. 
Doerner speelde sinds 2004 in de Nederlandse Hoofdklasse voor HC Bloemendaal tot 2006. Hierna verbleef de international in eigen land, maar tekende in 2008 na de Olympische Spelen bij MHC Laren. 

## Belangrijkste resultaten
- 2005,  Champions Trophy te Chennai (Ind)
- 2006,  WK hockey te Mönchengladbach (Dui)
- 2006,  Gemenebestspelen te Melbourne (Aus)
- 2007,  Champions Trophy te Kuala Lumpur (Mal)
- 2008,  Champions Trophy te Rotterdam (Ned)
- 2008,  Olympische Spelen te Peking (Chn)
- 2009,  Champions Trophy te Melbourne (Ned)
- 2010,  Champions Trophy te Mönchengladbach (Dui)
- 2011,  Champions Trophy te Auckland (Aus)